# リコリス菓子

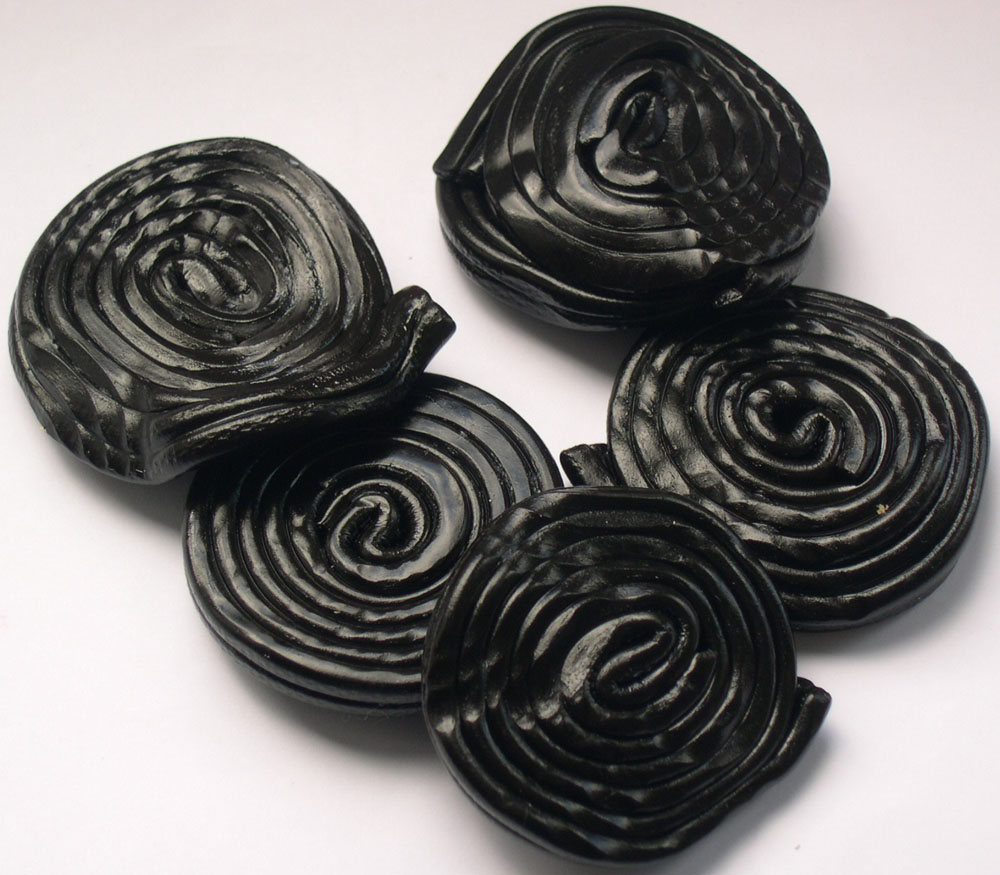
ハリボー社製のリコリス菓子

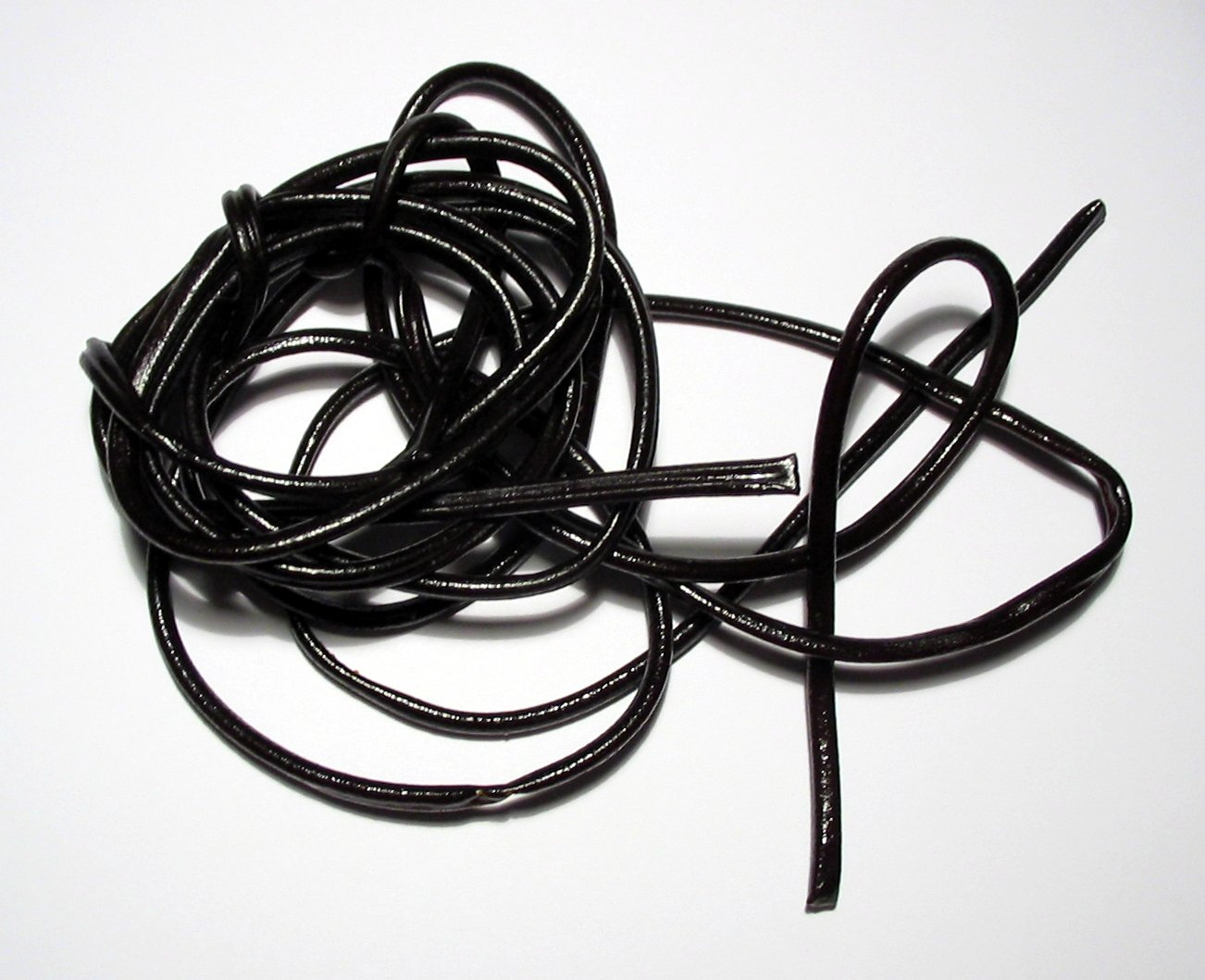
ひも状のリコリス菓子

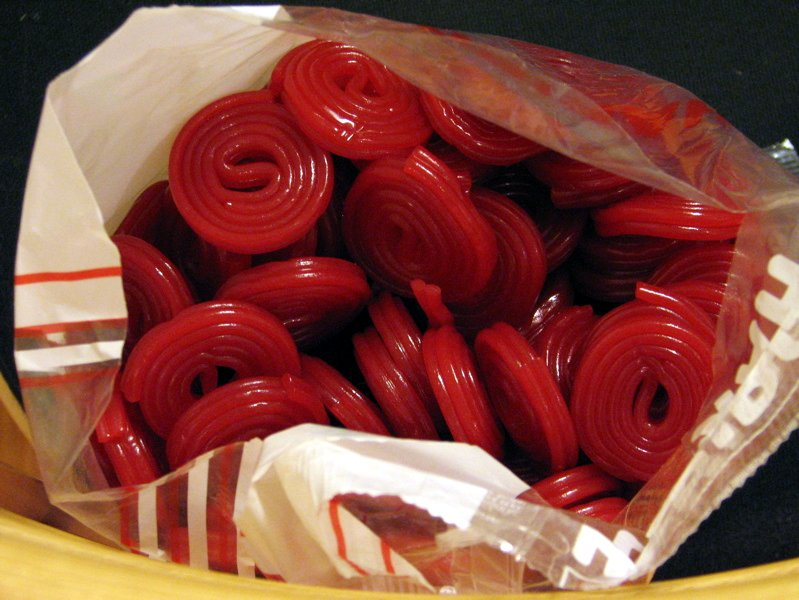
赤い渦巻き状のリコリス菓子

リコリス菓子（リコリスかし、licorice candy）とはスペインカンゾウ（リコリス、甘草の一種）の根およびアニスオイルで味付けされた菓子である。日本語では、英語名のリコリスまたはリコリッシュ、スウェーデン語 (lakrits) やデンマーク語 (lakrids) などからラクリッツとも呼ばれる。

## 概要
北アメリカやヨーロッパで古くから親しまれ、子供から大人まで幅広い人気がある。食感は飴よりグミに近く、光沢を帯びた真っ黒な色をしている。黒い色は食品着色料のカーボンブラック(炭素)で着色される。グミの様な歯ごたえはゼラチン、光沢は蜜蝋を添加することで出している。米国ではひも状やチューブのように長い製品が多い。オランダや北欧ではサルミアッキのような塩味がありアンモニア臭のするリコリス菓子が好まれるが、これらは塩化アンモニウムで味付けがされている。製造元や地域によっては、グミの様な歯ごたえが無い硬い飴のリコリス菓子も製造されている。
アメリカ、イギリス、オーストラリアにはレッドヴァインズ（Red Vines）のような赤いリコリス菓子もある。これにはイチゴやチェリーなどのフレーバーが添加してある。licorice（リコリス）は本来、英語で植物のリコリス（スペインカンゾウ）を意味する単語だが、アメリカではリコリス菓子を指す言葉としても使われる。

## サルミアッキ
サルミアッキ（フィン語 salmiakki）は、リコリスと塩化アンモニウムで味付けした菓子である。リコリス味に加え独特の塩味とアンモニア臭がある。その他の食品や酒の味付けにも使われ、特に北欧5ヶ国では代表的な菓子である。

## ドロップ

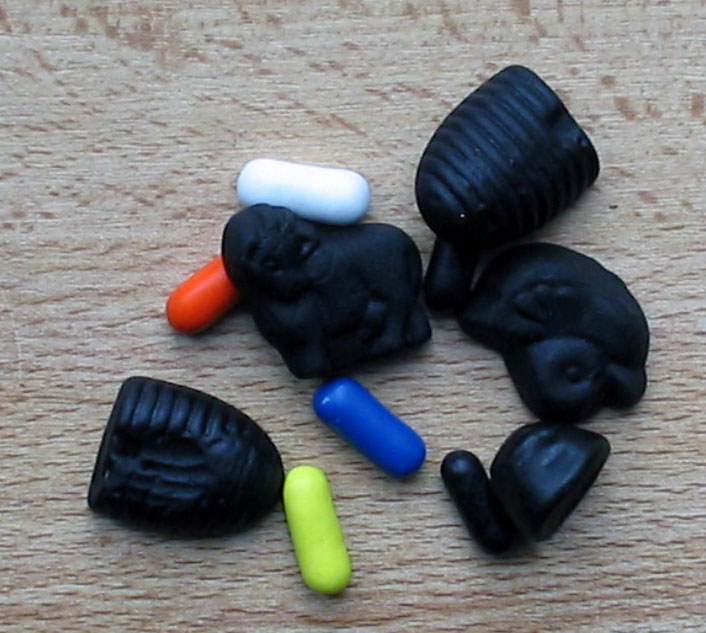
オランダのドロップ

オランダでは動物やコインなど様々な形状のリコリス菓子が作られるほど根強い人気があり、ドロップ (drop) の名で親しまれている。これが日本語のドロップの語源になったといわれている。
世界中で販売されているメントスには、オランダ国内でのみ販売されている「ドロップ味」がある。